# Bud Abbott
William Alexander Abbott, que prengué el nom artístic de Bud Abbott (2 d'octubre de 1897 o 1898, Asbury Park, Nova Jersey, - 24 d'abril de 1974 a Woodland Hills, Califòrnia) va ser un actor, productor i comediant estatunidenc.

## Biografia
Va passar els seus primers anys en el Ringling Brothers Circus, on els seus pares treballaven. D'aquí li va sortir la vocació per començar a actuar. En els anys vint, juntament amb el seu germà Harry, va intentar organitzar una cadena de teatres que va resultar un fracàs, per això es va dedicar al music hall, on interpretava el personatge seriós en duos còmics.
El 1936 es va associar amb Lou Costello, i van tenir molts èxits, sobretot a la ràdio. Buster Keaton va arribar a dir que eren actors de ràdio més que de cinema. El juny de 1939 també van triomfar a Broadway, en la revista Streets of Paris, i l'any següent van passar al cinema. El seu gran èxit va dur la productora Universal a rodar unes quantes pel·lícules aprofitant les habilitats còmiques de la parella.
El rol de Bud Abbot dintre del duo consistia en un personatge seriós però que s'aprofitava de l'ingenu Costello a qui utilitzava per a tot, cosa que provocava una sana hilaritat, ja que aquest darrer era un maldestre i sempre espatllava les intencions d'Abbot.
L'èxit que van tenir va inspirar el naixement d'altres duos que van agafar gran part de les seves característiques, com per exemple el de Jerry Lewis i Dean Martin.
La seva col·laboració durà fins al 1956, que fou quan van emprendre les seves carreres artístiques per separat. En aquest temps Abbott va tornar a fer una parella, ara amb Candy Candido, actuant en sales de festa, però la unió va resultar un fracàs total, pel record que el públic tenia d'Abbott i Costello.
El 1967 va ser contractat per Hanna-Barbera com a doblador del seu mateix personatge en una sèrie de dibuixos animats inspirats en la famosa parella. Després de treballar en 156 capítols va tornar a ser oblidat.

## Filmografia
- 1940
  - One night in the tropics
- 1941
  - Buck privates
  - In the navy
  - Hold that ghost
  - Keep ´em flying
- 1942
  - Ride ´em cowboys
  - Río Rita
  - Pardon my sarong
  - Who done it
- 1943
  - It ain't hay
  - Hit the ice
- 1944
  - In society
  - Lost in a Harem
- 1945
  - Here come the Co-Eds
  - The naughty nineties
  - Abbott & Costello in Hollywood
- 1946
  - Little giant
  - The time of their lives
- 1947
  - Buck privates come home
  - The wistful widow of wagon gap
- 1948
  - The noose hangs high
  - Abbott and Costello meet Frankenstein
  - Mexican Hayride
- 1949
  - Africa screams
  - Abbott and Costello meet The Killer, Boris Karloff
- 1950
  - Abbott and Costello in the Foreign Legion
- 1951
  - Abbott y Costello meet the invisible man
  - Comin´ round the mountain
- 1952
  - Jack and the beanstalk
  - Lost in Alaska
  - Abbott and Costello meet Captain Kidd
- 1953
  - Abbott and Costello meet Dr. Jeckyll and Mr. Hyde
  - Abbott and Costello go to Mars
- 1955
  - Abbott and Costello meet the Keystone Kops
  - Abbott and Costello meet the Mummy
- 1956
  - Dance with me, Henry